# Марчиуэ
Марчиуэ (исп. Marchigüe) — посёлок в Чили. Административный центр одноимённой коммуны. Население — 2 208 человек (2002).   Посёлок и коммуна входит в состав провинции Карденаль-Каро и области Либертадор-Хенераль-Бернардо-О’Хиггинс.
Территория — 660 км². Численность населения — 7 308 жителя (2017). Плотность населения — 11,1 чел./км².

## Расположение
Посёлок расположен в 86 км на запад от административного центра области города Ранкагуа и в 37 км на восток от административного центра провинции  города Пичилему.
Коммуна граничит:
- на севере — c коммунами Литуэче ,  Ла-Эстрелья
- на востоке — с коммуной Пичидегуа
- на юго-востоке — c коммуной Пералильо
- на юге — c коммуной Пуманке
- на западе — c коммуной Пичилему

## Демография
Согласно сведениям, собранным в ходе переписи 2017 г  Национальным институтом статистики (INE),  население коммуны составляет:
| Полное население                          | Полное население                          | Полное население                          | Полное население                          | Полное население                          | 7 308 |
| ----------------------------------------- | ----------------------------------------- | ----------------------------------------- | ----------------------------------------- | ----------------------------------------- | ----- |
| в том числе:                              | Городское население                       | 3 321                                     | Процент городского населения, %           | 45,44                                     |       |
|                                           | Сельское население                        | 3 987                                     | Процент сельского населения, %            | 54,56                                     |       |
|                                           | Мужское население                         | 3 745                                     | Процент мужского населения, %             | 51,25                                     |       |
|                                           | Женское население                         | 3 563                                     | Процент женского населения, %             | 48,75                                     |       |
| Плотность населения, чел/км²              | Плотность населения, чел/км²              | Плотность населения, чел/км²              | Плотность населения, чел/км²              | Плотность населения, чел/км²              | 11,1  |
| Население коммуны в % к населению области | Население коммуны в % к населению области | Население коммуны в % к населению области | Население коммуны в % к населению области | Население коммуны в % к населению области | 0,80  |

| Динамика изменения населения коммуны | Динамика изменения населения коммуны | Динамика изменения населения коммуны | Динамика изменения населения коммуны |
| ------------------------------------ | ------------------------------------ | ------------------------------------ | ------------------------------------ |
| 1992                                 | 2002                                 | 2012                                 | 2017                                 |
| 6209                                 | 6904▲                                | 7557▲                                | 7308▼                                |

## Важнейшие населенные пункты[4]
| №  | Населённый пункт      | Населённый пункт (исп.) | Категория | Население чел. (2002) | На карте                        |
| -- | --------------------- | ----------------------- | --------- | --------------------- | ------------------------------- |
| 1  | Марчиуэ               | Marchihue               | город     | 2208                  | 34°23′52″ ю. ш. 71°37′10″ з. д. |
| 2  | Ринконада-де-Альконес | Rinconada de Alcones    | поселок   | 878                   | 34°21′30″ ю. ш. 71°44′13″ з. д. |
| 3  | Альконес              | Alcones                 | поселок   | 291                   | 34°23′40″ ю. ш. 71°43′52″ з. д. |
| 4  | Лас-Гарсас            | Las Garzas              | поселок   | 269                   | 34°18′13″ ю. ш. 71°47′17″ з. д. |
| 5  | Пайлимо               | Pailimo                 | поселок   | 267                   | 34°17′35″ ю. ш. 71°47′14″ з. д. |
| 6  | Мальермо              | Mallermo                | поселок   | 203                   | 34°20′59″ ю. ш. 71°42′57″ з. д. |
| 7  | Лос-Майтенес          | Los Maitenes            | поселок   | 199                   | 34°21′48″ ю. ш. 71°35′45″ з. д. |
| 8  | Тринидад              | Trinidad                | поселок   | 171                   | 34°22′42″ ю. ш. 71°33′54″ з. д. |
| 9  | Йербас-Буэнас         | Yerbas Buenas           | поселок   | 138                   | 34°25′02″ ю. ш. 71°38′56″ з. д. |
| 10 | Ла-Патагуа            | La Patagua              | поселок   | 121                   | 34°25′12″ ю. ш. 71°37′24″ з. д. |
| 11 | Ла-Кебрада            | La Quebrada             | поселок   | 117                   | 34°28′36″ ю. ш. 71°42′18″ з. д. |
| 12 | Вилуко                | Viluco                  | поселок   | 114                   | 34°17′21″ ю. ш. 71°37′23″ з. д. |
| 13 | Ла-Питра              | La Pitra                | поселок   | 103                   | 34°27′28″ ю. ш. 71°42′20″ з. д. |